# 小松千寿子
小松 千寿子（こまつ ちずこ、本名：小松 しおる  ）は、日本の女性ライター、ゲームシナリオライター、声優。BlowWind、フリーを経て現在はStoryworks所属。
代表作は「VitaminX」シリーズ。

## 経歴（ライター）
- 元々は「アニメージュ」「電撃姫」などの声向け、男性向け雑誌のライター。
- 宝島社系の競馬雑誌から、パソコン雑誌、携帯雑誌に始まり、アニメ雑誌、ゲーム雑誌、「りぼん」・「Cobalt」などのティーン向けまで担当しており、ハーブの本等も出版している。
- 現在はシナリオライターを中心に活動中。

## 経歴（声優orナレーター）
- ラジオ日本・ラジオたんぱ他、地方局、WEBなどで、構成作家兼パーソナリティーとして活躍していた。

## 経歴（その他）
- 占いライターとして、携帯サイトや雑誌にて各種占いコーナーを持っていた。
- 男性向け恋愛ゲームをもとにした謎の恋愛コラムを書いていたこともある。

## 人物・エピソード
- インターネット以前のパソコン通信時代から、ネットをやっていた。ASCIIネットにファンコミュニティがあった。
- 『To Heart』のマルチのコスプレで、インタビュー（モップをマイクにして）させられたことがある。
- 以前仕事をしていたためか、ITmediaの記事の隅に良く出演している。

## 作品

### 雑誌
- アニメージュ
  - Voiceアニメージュ
  - Voiceラジメージュ
- 電撃姫
- 激走
- サラブレ
- ケータイNAVI
- りぼん
- Cobalt

### ネット・携帯
- C-net Games
- モバイルコンテンツ・プチレビュー
- なっちゃんのおみくじ
- てらこのパズル
- 二次元で恋しチャオ～ギャルゲー恋愛論～

### 書籍
- 美少女虎の巻
- 心にやさしいハーブガーデン

### ゲーム作品
シナリオ担当
- らぶ☆どろ 〜Love☆Drops〜（PS2追加シナリオ）
- VitaminX
  - VitaminX evolution
- 東京マボロシ奇譚
- VitaminZ

声優
- 幻想のアルテミス
- STARHORSE 2002
- ぴしっとP!C!（起動扇使）
- ぴしっとP!C!NT（ブルー・ドルフィナ）

### ドラマCD
シナリオ担当
- これが私の御主人様
- VitaminX ラブビタミン「眠り姫スクランブル」
- VitaminX ラブビタミン「ホワイトデークライシス」
- VitaminX ハニービタミン「白雪姫フォーエバー」
- VitaminX デリシャスビタミン?ドキドキ★ラブトラブル?
- VitaminX デイドリームビタミン1?あの日の約束?
- VitaminX デイドリームビタミン2?未来への約束?

声優
- 待ちかどの恋（待田愛美）
- 待ち恋（待田愛美、待田茶美）

### 音楽CD
- すきにゃ（雑誌付録）
- 負けないぞ（雑誌付録）

### 舞台
- いまどきのシンデレラ（意地悪な継母エリザベス）

### ラジオ
- 今日の星占い（ラジオ日本）
- フロントページの出たとこ勝負」（ラジオたんぱ）
- ふわふわてんぽ（移転）

### CM
- FreeTempo
- S☆JEWELRY

### 書籍
- VitaminX公式ビジュアルファンブック（インタビュー掲載）